# لوچیمیا
لوچیمیا (به لاتین: Lucimia) یک روستا در لهستان است که در گمینا پژونک واقع شده‌است.